# Ichneumon rufomesonator
Ichneumon rufomesonator (лат.) — вид наездников-ихневмонид рода Ichneumon из подсемейства Ichneumoninae (Ichneumonidae).

## Распространение
Северо-западная Монголия. Uvs-Aimak: Chavchiraa-Gebirge, 30 км WSW Ulangam.

## Описание
Наездники среднего размера чёрного цвета, длина 8,1 мм. Жгутик усика почти нитевидный, с 30 члениками; 1-й флагелломер в 1,25 раза длиннее своей ширины, 2-й членик квадратный, самые широкие членики в 1,8 раза шире длины. Флагелломеры 1-6 красноватые, 7-11 красновато-жёлтые, следующие членики чёрные. Голова (кроме красной с внутренней стороны жвалы) полностью чёрная. Воротник, мезоскутум, скутеллюм и заднещитик красные. Тегула красновато-жёлтая. 1-3 тергиты целиком и 4-й тергиты в основании красные; 7-й тергит посередине с узкой полосой цвета слоновой кости. Тазики и вертлуги чёрные; ноги в остальном полностью красные. Крылья прозрачные; птеростигма желтоватая. Предположительно, как и близкие виды паразитоиды, которые развиваются в гусеницах бабочек. От Ichneumon stigmatorius отличается очень короткими базальными члениками жгутика усика, чёрной головой, полностью красноватыми бёдрами, голенями и лапками и полностью красным петиолем.
Вид был впервые описан в 2021 году немецким энтомологом Маттиасом Риделем (Zoologische Staatssammlung München, Мюнхен, Германия) по материалам из Монголии.